# 대한민국 민법 제585조
대한민국 민법 제585조는 동일기한의 추정에 대한 민법조문이다.

## 조문
민법 제585조(동일기한의 추정) 매매의 당사자일방에 대한 의무이행의 기한이 있는 때에는 상대방의 의무이행에 대하여도 동일한 기한이 있는 것으로 추정한다.